# Sântimbru (gmina w okręgu Alba)
Sântimbru – gmina w Rumunii, w okręgu Alba. Obejmuje miejscowości Coșlariu, Dumitra, Galtiu, Sântimbru i Totoi. W 2011 roku liczyła 2723 mieszkańców. 